# Gelpetaltunnel
Der Gelpetaltunnel war ein 258 Meter langer Straßenbahntunnel auf den Südhöhen im Wuppertaler Stadtteil Elberfeld.

## Lage und Geschichte
Der 1902 eröffnete, zweigleisige Tunnel der Straßenbahnlinie 23 (Elberfeld – Ronsdorf) zweigte in Höhe der Einmündung der Straße Am Walde von der (alten) Ronsdorfer Straße ab und unterquerte in südlicher Richtung verlaufend den 328 Meter hohen Freudenberg.
Der Grund für den aufwändigen Tunnelbau lag in dem Bestreben, das Gebiet der zur Bauzeit noch selbstständigen Großstadt Barmen (heute Stadtteil von Wuppertal) aus Konzessionsgründen zu meiden. Eine einfache Verbindung ohne Kunstbauwerke weiter entlang der Ronsdorfer Straße über Lichtscheid nach Ronsdorf wäre um ein Vielfaches einfacher zu realisieren gewesen, schied aber aus oben genannten politischen Gründen aus.

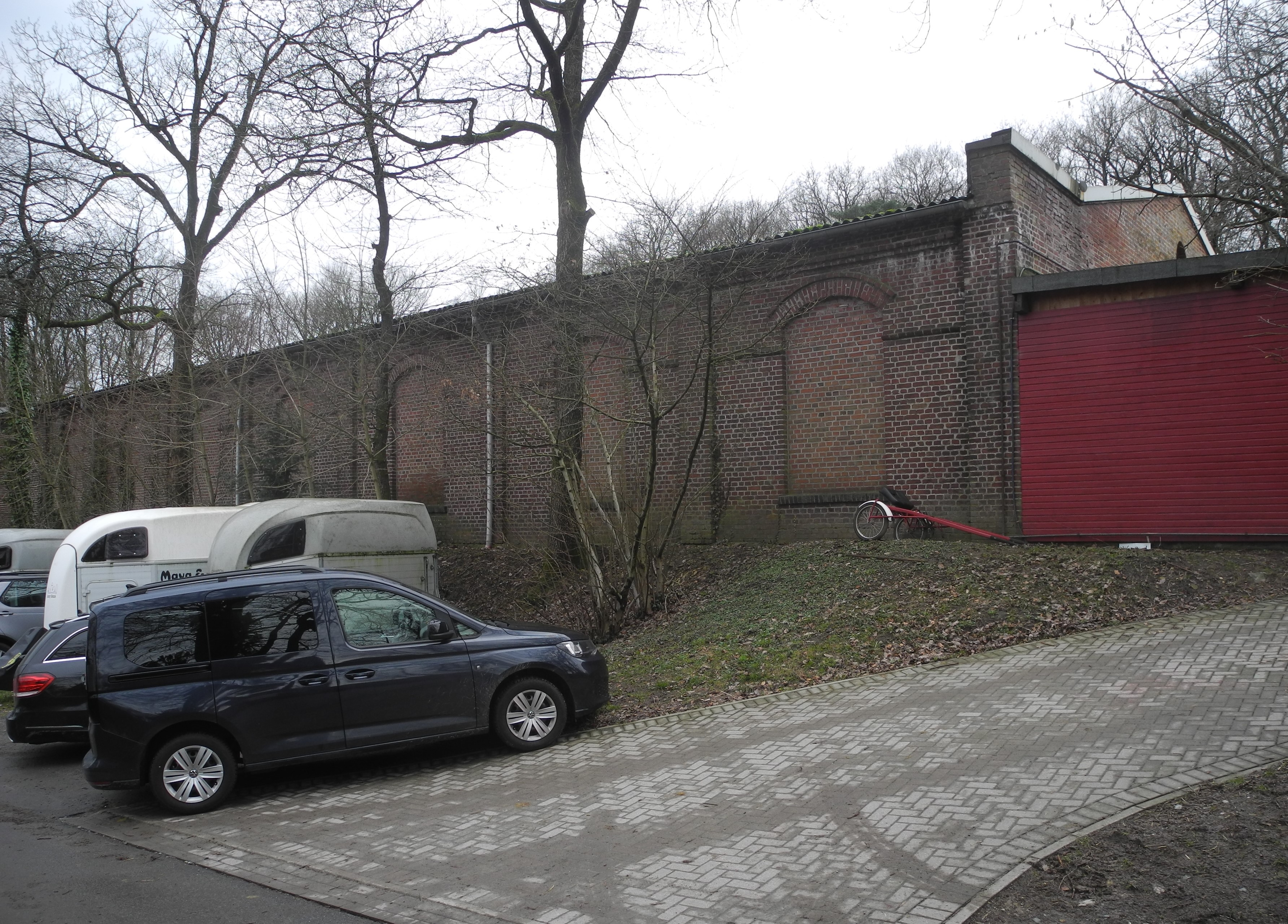
Ehemalige Wagenhalle am Dorner Weg

Das südliche Tunnelportal lag am Dorner Weg im oberen Gelpetal, wo die Strecke nach Osten Richtung Lichtscheid verschwenkte. Eine weitere Straßenbahnstrecke Richtung Cronenberg zweigte am Südportal ab. Unmittelbar neben dem Südportal befindet sich die ebenfalls Anfang des 20. Jahrhunderts erbaute Werkstatt und Wagenhalle der Bergischen Kleinbahnen. Das weitläufige Ziegelgebäude wurde am  1. August 1933 aufgegeben und dient heute als Pferdestall eines Reiterhofs. Nach weiterführenden Planungen sollte vom Südportal ein weiterer Streckenbau durch das Gelpetal nach Remscheid-Hasten erfolgen, der aber über das Projektstadium nie hinauskam.
Die Strecke der Linie 23 entlang der Ronsdorfer Straße wurde 1953 stillgelegt und der Tunnel wurde aufgelassen. In den 1980er Jahren wurden beide Portale zugeschüttet und die Einschnitte verfüllt. Der Tunnel ist heute noch vorhanden, aber weder sind oberirdische Spuren des Bauwerks oder dessen Zugänge erkennbar, noch ist er zugänglich.